# بیله پودولی
بیله پودولی (به چکی: Bílé Podolí) یک منطقهٔ مسکونی در جمهوری چک است که در ناحیه کوتنا هورا واقع شده‌است. بیله پودولی ۱۵٫۳۷ کیلومتر مربع مساحت و ۶۱۶ نفر جمعیت دارد و ۲۳۰ متر بالاتر از سطح دریا واقع شده‌است.